# Nagebi
Nagebi (georgiska: ნაგები), eller Nageba (ნაგება), är en glaciär i Georgien. Den ligger i den norra delen av landet, i regionen Megrelien-Övre Svanetien.
Nagebi var tidigare en sydlig del av Tsaneriglaciären, som 1887 angavs ha en yta på cirka 49 km². Någon gång därefter försvann kontakten med övriga Tsaneri, och 1960 angavs Nagebi vara en separat glaciär.